# Miloslav Sochor
Miloslav Sochor (* 8. Januar 1952 in Pec pod Sněžkou) ist ein ehemaliger tschechischer Skirennläufer. Er ging in den 1970er Jahren für die Tschechoslowakei an den Start und erreichte in den technischen Disziplinen Riesenslalom und Slalom die größten Erfolge.  

## Biografie
Sochor war 1970 erstmals Mitglied der tschechoslowakischen Mannschaft bei Alpinen Skiweltmeisterschaften. In Gröden wurde er 16. in der Kombination, 39. im Riesenslalom und 54. in der Abfahrt. Vier Jahre später erreichte er bei den Weltmeisterschaften 1974 in St. Moritz mit den Rängen 17 im Slalom, 21 im Riesenslalom und 47 in der Abfahrt den vierten Platz in der Kombination.
Im März 1974 konnte sich Sochor beim Riesenslalom im heimischen Vysoké Tatry mit Platz acht erstmals in den Weltcup-Punkterängen platzieren. Bis zum Ende der Saison 1976/77 fuhr er in den Disziplinen Slalom und Riesenslalom neun Mal unter die schnellsten zehn. Sein bestes Weltcupresultat gelang ihm am 21. März 1977 mit Platz drei beim Riesenslalom in Åre, die einzige Podestplatzierung seiner Karriere. Im Europacup gewann er in der Saison 1974/75 die Disziplinenwertung im Riesenslalom und wurde Dritter der Gesamtwertung. 
1976 nahm Sochor an den Olympischen Winterspielen in Innsbruck teil, wurde 11. im Riesenslalom, 14. im Slalom und 40. in der Abfahrt. Damit wurde er in der nur als WM-Wettbewerb zählenden Kombination Siebter. 1978 nahm er in Garmisch-Partenkirchen zum letzten Mal an Weltmeisterschaften teil und wurde 25. im Riesenslalom sowie 39. in der Abfahrt. Im Slalom schied er aus.

## Erfolge

### Olympische Spiele
- Innsbruck 1976: 11. Riesenslalom, 14. Slalom, 40. Abfahrt

### Weltmeisterschaften
- Gröden 1970: 16. Kombination, 39. Riesenslalom, 54. Abfahrt
- St. Moritz 1974: 4. Kombination, 17. Slalom, 21. Riesenslalom, 47. Abfahrt
- Innsbruck 1976: 7. Kombination, 11. Riesenslalom, 14. Slalom, 40. Abfahrt
- Garmisch-Partenkirchen 1978: 25. Riesenslalom, 39. Abfahrt

### Weltcup
- 9 Platzierungen unter den besten 10, 1 Podestplatzierung

### Europacup
- Saison 1974/75: 3. Gesamtwertung, 1. Riesenslalom